# HD 40307 b
HD 40307 b – planeta pozasłoneczna orbitująca wokół gwiazdy HD 40307. Znajduje się 42 lata świetlne od Ziemi w gwiazdozbiorze Malarza. Planeta została odkryta metodą Dopplera przy użyciu spektrometru HARPS w czerwcu 2008 roku. HD 40307 b jest najmniejszą z trzech superziem odkrytych w tym układzie planetarnym.

## Odkrycie
Podobnie jak wiele innych planet pozasłonecznych, HD 40307 b została odkryta poprzez pomiary prędkości radialnej gwiazdy. Pomiarów dokonano przy użyciu spektrometru HARPS znajdującego się w Obserwatorium La Silla w Chile. Odkrycie zostało ogłoszone na konferencji w Nantes, we Francji, między 16 a 18 czerwca 2008 roku.

## Orbita i masa
HD 40307 b należy do planet typu superziemia. Jest ona najlżejszym ciałem układu planetarnego z masą 4,2 mas Ziemi. Swoją gwiazdę HD 40307 obiega w ciągu 4,3 dnia po orbicie oddalonej od gwiazdy o 0,047 j.a.. Ekscentryczność orbity jest bardzo mała i nie ma wystarczających danych, by ją dokładnie określić.

## Charakterystyka
Ze swoją masą 4,2 mas Ziemi, HD 40307 b jest prawdopodobnie zbyt mała, by być gazowym olbrzymem. Koncepcja ta została podważona w 2009 roku, kiedy to stwierdzono, że jeżeli HD 40307 b jest superziemią, to musi być ciałem bardzo niestabilnym i zagrożonym pływami, większymi od tych, na jakie narażony jest Io, jeden z księżyców Jowisza. Jeżeli HD 40307 b jest gazowym olbrzymem, to pływy nie są zagrożeniem dla planety. Niestety, odkrycie planety poprzez pomiar prędkości radialnej wyklucza pozyskanie dokładnych danych o promieniu czy temperaturze powierzchni.
Na podstawie modeli można podejrzewać, że silne pływy doprowadzają do zniszczenia większych naturalnych satelitów, przez co jest mało prawdopodobne, by HD 40307 b posiadała jakiekolwiek księżyce.